# Comox Valley Regional District
Comox Valley Regional District är ett regionalt distrikt i provinsen British Columbia i Kanada. Det ligger på östra sidan av Vancouverön i provinsens sydvästra del. Antalet invånare är 66 527 (år 2016) och ytan är 1 700 kvadratkilometer.
I Comox Valley Regional District finns kommunerna Cumberland (village), Courtenay (city) och Comox (town).